# میدوی، شهرستان وارن، تنسی
میدوی (به انگلیسی: Midway) یک منطقهٔ مسکونی در ایالات متحده آمریکا است که در شهرستان وارن، تنسی واقع شده‌است. میدوی ۳۰۲٫۹۷ متر بالاتر از سطح دریا واقع شده‌است.